# Soohorang und Bandabi

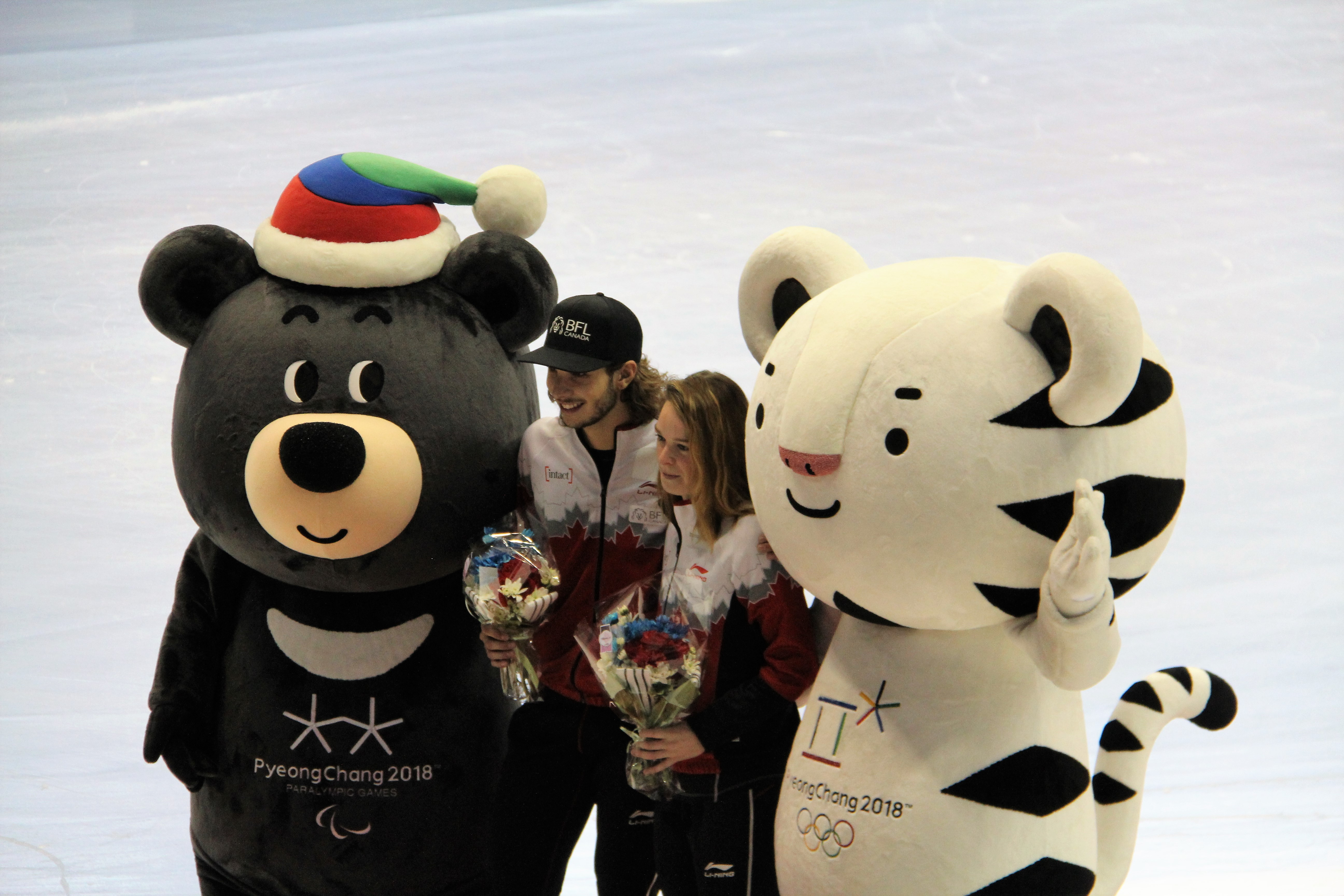
Soohorang (rechts) und Bandabi (links) mit zwei Athleten.

Soohorang und Bandabi sind die offiziellen Maskottchen der Olympischen Winterspiele 2018 (Soohorang) und der Winter-Paralympics 2018 (Bandabi) im südkoreanischen Pyeongchang.

## Beschreibung
Soohorang ist ein weißer Tiger. Das Motiv des Tigers wurde gewählt, weil das Tier eine starke Verwurzelung in der koreanischen Kultur und Mythologie besitzt. Es steht für Stärke, Schutz und Vertrauen. Die weiße Farbe soll zum einen die Verbindung zum Winter herstellen, zum anderen gelten weiße Tiger als heilige Tiere. Der Name des Maskottchens setzt sich aus Sooho, koreanisch für Schutz, und rang, abgeleitet vom koreanischen ho-rang-i für Tiger, zusammen. Der Name soll damit den Schutz der Olympioniken, Besucher und aller anderen Teilnehmer der Olympischen Spiele ausdrücken. Das Olympische Komitee bezieht die Silbe rang zudem auf Jeongseon Arirang, einer Variation des in Südkorea sehr bekannten und als Ersatz für die Nationalhymne bei sportlichen Großveranstaltungen verwendeten Volksliedes Arirang aus der Provinz Gangwon-do.
Bandabi ist ein Asiatischer Schwarzbär. Ebenso wie der Tiger ist auch der Schwarzbär in der koreanischen Mythologie anzutreffen. Das Motiv des Bären soll Tapferkeit, Entschlossenheit und einen starken Willen symbolisieren. Der Schwarzbär ist außerdem das Symboltier der Provinz Gangwon-do, in der sich die Stadt Pyeongchang befindet. Der Name setzt sich aus den Silben banda und bi zusammen. Dabei steht banda für das koreanische Wort bandal, was etwa so viel wie Halbmond bedeutet und sich auf die sichelförmige weiße Färbung des Brustfells von Asiatischen Schwarzbären bezieht, weshalb das Tier auch Mondbär genannt wird. Die Silbe bi steht für die Durchführung und Zelebrierung der Paralympischen Spiele.
Beide Maskottchen sollen zudem die Verbundenheit der Spiele mit der Natur verdeutlichen und die Öffentlichkeit für die Olympischen wie auch die Paralympischen Spiele in Pyeongchang begeistern.

## Präsentation
Das Organisationskomitee der Spiele stellte die Maskottchen erstmals am 2. Juni 2016 der Öffentlichkeit vor. Die offiziellen Präsentationsveranstaltungen fanden in Pyeongchang und in Seoul statt. Außerdem traten die beiden Maskottchen während der Olympischen und Paralympischen Spiele 2016 in Rio de Janeiro im sogenannten PyeongChang 2018 House am Copacabana-Strand in Erscheinung, um für die Winterspiele in Südkorea zu werben.

## Emoticons
Der Instant-Messaging-Dienst KakaoTalk des südkoreanischen Unternehmens Kakao bietet Soohorang und Bandabi seit Juni 2016 als animierte Emoticons in verschiedenen Ausführungen an.